# 爱的极限
《愛的極限》（英語：Borderline）是美國女歌手瑪丹娜在1984年2月發行的歌曲，是她首張同名錄音室專輯《瑪丹娜》中推出的第五首單曲，它在告示牌單曲榜最高成績為第10名，成為瑪丹娜第一支TOP 10單曲。

## 資料

### 歌曲簡介
〈愛的極限〉和專輯《瑪丹娜》前幾首單曲一樣，亦是首節奏輕快旋律優美的流行舞曲，而且歌詞中描述的女追男的露骨表白，更貼近瑪丹娜給予世人的印象。因此瑪丹娜在〈愛的極限〉的音樂影片中，就飾演一個跟她自己有些相似的角色，也因為瑪丹娜在MV中的表現，深獲年輕歌迷的喜愛，認為她是兼具個性與魅力的流行巨星。

### 商業成績
〈愛的極限〉在1984年3月10日進入美國單曲榜，首週成績僅為第76名，同時它爬升的速度相當緩慢，在經過三個月的時間之後，終於在1984年6月16日來到最高名次第10名，成為瑪丹娜首支TOP 10單曲。〈愛的極限〉雖然是《瑪丹娜》中推出的第五首單曲，但它比上一首單曲〈幸運之星〉還早進入TOP 10（〈幸運之星〉在1984年10月20日獲得第4名），它在榜內一共待了30週，創下瑪丹娜所有單曲在榜內停留時間最久的唯二紀錄（另一首在榜內停留30週的單曲是1994年的〈謝幕〉）。〈愛的極限〉的單曲銷售數字也突破50萬張，成為瑪丹娜第一首金單曲，它在1984年告示牌年終單曲榜名列第35名。
〈愛的極限〉於1984年6月2日在英國單曲榜僅獲得第56名的成績，1986年1月25日重新發行，這次在英國單曲榜獲得第2名的好成績。

### 單曲收錄
〈愛的極限〉最早收錄於瑪丹娜1983年首張同名專輯《瑪丹娜》當中，而後亦收錄於1990年《瑪丹娜精選輯》（英語：The Immaculate Collection）以及2009年《娜經典》（英語：Celebration）精選輯中。